# Li-pching
Li-pching (čínsky pchin-jinem Lípíng, znaky 黎平) je okres v autonomním kraji Čchien-tung-nan v provincii Kuej-čou v Čínské lidové republice. Rozloha okresu je 4411 čtverečních kilometrů a v roce 2020 v něm žilo 413 tisíc obyvatel.

## Historie
Roku 1413 zde vláda říše Ming zřídila prefekturu Li-pching. Po roce 1911, v rámci rušení prefektur, z centrální části prefektury vznikl okres Li-pching.
Po vzniku Čínské lidové republiky okres Li-pching podléhal prefektuře Tu-šan, později Tu-jün a nakonec od roku 1956 autonomnímu kraji Čchien-tung-nan.